# Chilomastix mesnili
Espèce
Chilomastix mesnili est un parasite intestinal flagellé courant des primates (y compris l'humain). Sa forme végétative très mobile est souvent confondue avec Pentatrichomonas humanis : elle est longue de 12 à 18 micromètres et large de 5 à 6 ; en forme de poire, elle ne possède ni axostyle ni membrane ondulante mais une gouttière spirale externe, une extrémité postérieure effilée, molle, trois flagelles antérieurs inégaux et un petit flagelle récurrent libre dans la fossette cystomienne antérieure. Il peut être mis en évidence par un examen parasitologique des selles.
Vivant sur la muqueuse du gros intestin, il s'y multiplie activement quand le chimisme est perturbé par une cause étrangère, une amibiase en particulier, et pullule dans les diarrhées évoluant depuis quelques jours. Quand la fonction intestinale redevient normale, elle s'enkyste puis disparaît jusqu'à la crise suivante. Le kyste, plus petit (6 à 8 micromètres sur 4 à 6), est très caractéristique : arrondi, surmonté d'un petit bouton, sa double paroi loge d'un côté un noyau volumineux et de l'autre des débris flagellaires.